# Ligue des nations masculine de volley-ball 2018
Navigation
2019
La 1re édition de la Ligue des nations masculine de volley-ball s'est déroulée du 25 mai au 24 juin 2018, pour la phase préliminaire et du 4 juillet au 8 juillet 2018 pour la phase finale.
Le tour final s'est joué à Villeneuve-d'Ascq en France.

## Format de la compétition

### Tour préliminaire
Les 16 équipes — participent à une phase de groupes. Le format de cette compétition verra s'affronter 16 équipes dans des poules de 4 équipes durant la première phase. Chaque équipe jouera 2 matchs durant cette étape. 4 équipes vont ensuite s'affronter pendant la phase finale.
La dernière équipe classée sera reléguée et participera à la Challenger Cup. Le vainqueur de la Coupe Challenger se qualifiera pour la prochaine édition de la Ligue des Nations en tant qu'équipe challenger.

### Phase finale
La phase finale verra s'affronter les 4 meilleures équipes ainsi que la France qui accède directement aux phases finales en tant qu'organisateur. Cette phase est constituée de 4 matchs : 2 demi-finales, 1 petite et grande finales.

## Composition des poules

### Tour préliminaire
| Semaine 1                             | Semaine 1                            | Semaine 1                            | Semaine 1                            |
| Poule 1 France                        | Poule 2 Chine                        | Poule 3 Pologne                      | Poule 4 Serbie                       |
| ------------------------------------- | ------------------------------------ | ------------------------------------ | ------------------------------------ |
| Australie France Iran Japon           | Argentine Bulgarie Chine États-Unis  | Canada Pologne Russie Corée du Sud   | Brésil Allemagne Italie Serbie       |
| Semaine 2                             |                                      |                                      |                                      |
| Poule 5 Bulgarie                      | Poule 6 Brésil                       | Poule 7 Argentine                    | Poule 8 Pologne                      |
| Australie Bulgarie Russie Serbie      | Brésil Japon Corée du Sud États-Unis | Argentine Canada Iran Italie         | Chine France Allemagne Pologne       |
| Semaine 3                             |                                      |                                      |                                      |
| Poule 9 Canada                        | Poule 10 Japon                       | Poule 11 Russie                      | Poule 12 France                      |
| Australie Canada Allemagne États-Unis | Bulgarie Italie Japon Pologne        | Brésil Chine Iran Russie             | Argentine France Serbie Corée du Sud |
| Semaine 4                             |                                      |                                      |                                      |
| Poule 13 Corée du Sud                 | Poule 14 Allemagne                   | Poule 15 États-Unis                  | Poule 16 Bulgarie                    |
| Australie Chine Italie Corée du Sud   | Argentine Allemagne Japon Russie     | Iran Pologne Serbie États-Unis       | Brésil Bulgarie Canada France        |
| Semaine 5                             |                                      |                                      |                                      |
| Poule 17 Australie                    | Poule 18 Chine                       | Poule 19 Iran                        | Poule 20 Italie                      |
| Argentine Australie Brésil Pologne    | Canada Chine Japon Serbie            | Bulgarie Allemagne Iran Corée du Sud | France Italie Russie États-Unis      |

### Phase finale
| Poule A | Poule B    |
| ------- | ---------- |
| France  | Russie     |
| Serbie  | États-Unis |
| Brésil  | Pologne    |

## Classement
|  | Qualifié pour la Phase finale                               |
|  | Qualifié en tant que pays organisateur pour la Phase finale |
|  | En position de relégation                                   |

### Tour préliminaire
| #  | Équipe       | Pts | J  | G  | Gt | Pt | P  | Sp | Sc | Ratio | Pp   | Pc   | Ratio |
| 1  | France       | 35  | 15 | 10 | 2  | 0  | 3  | 38 | 16 | 2.375 | 1295 | 1140 | 1.136 |
| 2  | Russie       | 34  | 15 | 11 | 0  | 1  | 3  | 36 | 14 | 2.571 | 1191 | 1096 | 1.087 |
| 3  | États-Unis   | 33  | 15 | 9  | 2  | 2  | 2  | 37 | 19 | 1.947 | 1294 | 1183 | 1.094 |
| 4  | Serbie       | 29  | 15 | 7  | 4  | 0  | 4  | 33 | 24 | 1.375 | 1289 | 1255 | 1.027 |
| 5  | Brésil       | 30  | 15 | 8  | 2  | 2  | 3  | 34 | 21 | 1.619 | 1280 | 1213 | 1.055 |
| 6  | Pologne      | 29  | 15 | 9  | 1  | 0  | 5  | 32 | 19 | 1.684 | 1221 | 1124 | 1.086 |
| 7  | Canada       | 25  | 15 | 8  | 0  | 1  | 6  | 29 | 24 | 1.208 | 1219 | 1227 | 0.993 |
| 8  | Italie       | 24  | 15 | 8  | 0  | 1  | 7  | 30 | 28 | 1.071 | 1315 | 1296 | 1.015 |
| 9  | Allemagne    | 23  | 15 | 6  | 1  | 3  | 5  | 29 | 30 | 0.967 | 1299 | 1307 | 0.994 |
| 10 | Iran         | 21  | 15 | 5  | 2  | 2  | 6  | 29 | 30 | 0.967 | 1355 | 1344 | 1.008 |
| 11 | Bulgarie     | 17  | 15 | 3  | 3  | 2  | 7  | 26 | 34 | 0.765 | 1288 | 1351 | 0.953 |
| 12 | Japon        | 15  | 15 | 2  | 4  | 1  | 8  | 23 | 37 | 0.622 | 1301 | 1374 | 0.947 |
| 13 | Australie    | 15  | 15 | 4  | 1  | 1  | 9  | 21 | 35 | 0.6   | 1236 | 1340 | 0.922 |
| 14 | Argentine    | 15  | 15 | 4  | 0  | 3  | 8  | 23 | 34 | 0.676 | 1270 | 1326 | 0.958 |
| 15 | Chine        | 9   | 15 | 2  | 1  | 1  | 11 | 15 | 39 | 0.385 | 1173 | 1291 | 0.909 |
| 16 | Corée du Sud | 6   | 15 | 1  | 0  | 3  | 11 | 11 | 42 | 0.262 | 1108 | 1267 | 0.875 |

## Phase finale
- Lieu:  Stade Pierre-Mauroy, Villeneuve-d'Ascq, France
- Fuseau horaire: UTC+01:00

### Phase de poules
|  | Qualifiés pour les Demi-finales |

#### Poule A
| # | Équipe | Pts | J | G | Gt | Pt | P | Sp | Sc | Ratio | Pp  | Pc  | Ratio |
| 1 | France | 5   | 2 | 1 | 1  | 0  | 0 | 6  | 2  | 3     | 183 | 159 | 1.151 |
| 2 | Brésil | 4   | 2 | 1 | 0  | 1  | 0 | 5  | 3  | 1.667 | 183 | 169 | 1.083 |
| 3 | Serbie | 0   | 2 | 0 | 0  | 0  | 2 | 0  | 6  | 0     | 115 | 153 | 0.752 |

#### Poule B
| # | Équipe     | Pts | J | G | Gt | Pt | P | Sp | Sc | Ratio | Pp  | Pc  | Ratio |
| 1 | Russie     | 6   | 2 | 2 | 0  | 0  | 0 | 6  | 1  | 6     | 172 | 147 | 1.17  |
| 2 | États-Unis | 3   | 2 | 1 | 0  | 0  | 1 | 4  | 4  | 1     | 142 | 136 | 1.044 |
| 3 | Pologne    | 0   | 2 | 0 | 0  | 0  | 2 | 1  | 6  | 0.167 | 144 | 175 | 0.823 |

### Final Four
|  | Demi-finales | Demi-finales |                        |   | Finale     | Finale     |
|  | Demi-finales | Demi-finales |                        |   | Finale     | Finale     |
|  |              |              |                        |   |            |            |
|  | 7 Juillet,   | 7 Juillet,   |                        |   | 8 Juillet, | 8 Juillet, |
|  | 7 Juillet,   | 7 Juillet,   |                        |   | 8 Juillet, | 8 Juillet, |
|  | France       | 3            |                        |   | 8 Juillet, | 8 Juillet, |
|  | France       | 3            |                        |   | 8 Juillet, | 8 Juillet, |
|  | États-Unis   | 2            |                        |   | 8 Juillet, | 8 Juillet, |
|  | États-Unis   | 2            | France                 | 0 |            |            |
|  | 7 Juillet,   |              | France                 | 0 |            |            |
|  |              | Russie       | 3                      |   |            |            |
|  | Russie       | Russie       | 3                      | 3 |            |            |
|  | Russie       |              |                        | 3 |            |            |
|  | Brésil       | 0            |                        |   |            |            |
|  | Brésil       | 0            | Match pour la 3e place |   |            |            |
|  |              |              |                        |   |            |            |
|  | 8 Juillet,   |              |                        |   |            |            |
|  |              |              |                        |   |            |            |
|  | États-Unis   | 3            |                        |   |            |            |
|  | États-Unis   | 3            |                        |   |            |            |
|  | Brésil       | 0            |                        |   |            |            |
|  | Brésil       | 0            |                        |   |            |            |

## Classement final
| Place              | Équipe       |
| ------------------ | ------------ |
| Médaille d'or      | Russie       |
| Médaille d'argent  | France       |
| Médaille de bronze | États-Unis   |
| 4                  | Brésil       |
| 5                  | Pologne      |
| 5                  | Serbie       |
| 7                  | Canada       |
| 8                  | Italie       |
| 9                  | Allemagne    |
| 10                 | Iran         |
| 11                 | Bulgarie     |
| 12                 | Japon        |
| 13                 | Australie    |
| 14                 | Argentine    |
| 15                 | Chine        |
| 16                 | Corée du Sud |